# Johannes von Riese
Johannes Riese (ab 1805 von Riese) (* 24. Oktober 1759 in Frankfurt am Main; † 25. Januar 1851 in Coesfeld) war ein deutscher Jurist, Hofkammerrat und zuletzt Präsident des rheingräflich-Salm-Horstmarschen Hauses.

## Leben
Johannes von Riese war ein Sohn des Frankfurter Kommerzienrats Johann Christian Riese (1702–1764) und dessen Ehefrau Catharina Barbara Ehrenreich (1729–1794) und wurde nach dem Studium der Rechtswissenschaften an der Justus-Liebig-Universität Gießen und der Friedrich-Alexander-Universität Erlangen-Nürnberg Praktikant beim Reichskammergericht in Wetzlar. Von 1782 bis 1784 diente er den Fürsten von Wied als Garnisons- und Bataillons-Auditeur und Regierungsadvokat.
Er wechselte in die Dienste der Fürsten von Solms-Braunfels, war dort zunächst Amtmann, 1792 Hofrat und 1798 Oberkammerrat.
1803 wurde er Geheimer Rat und Präsident der Regierung der Regierung Salm-Grumbach.
Nachdem diese nach Wetzlar geflüchtet war, ging er nach Coesfeld. Die westfälische Stadt kam nach dem Reichsdeputationshauptschluss im Jahre 1803 aus dem Hochstift Münster an die Wild- und Rheingrafen von Salm-Grumbach, die 1816 in den Besitz der Grafschaft Salm-Horstmar kamen. Dort wurde von Riese Regierungsdirektor, vergleichbar mit dem heutigen Amt des Landrats.
1818 ging er in den Ruhestand und lebte fortan im mittelhessischen Braunfels.
Am 13. Mai 1788 heiratete er in Frankfurt/Main Louise Carolina Machenhauer (1768–1841, Tochter des Pfarrers Ernst Erasmus Machenhauer). Aus der Ehe gingen der Sohn Christian (Professor für Astronomie und Mathematik an der Uni Bonn) und vier Töchter hervor.

## Ehrungen
- 15. September 1805 Reichsadelsstand
- Geheimrat